# Peter Michael Braun
Peter Michael Braun (* 2. Dezember 1936 in Wuppertal; † 21. Februar 2019 in Kirchheimbolanden) war ein deutscher Komponist und Hochschullehrer.

## Werdegang
Braun studierte an den Musikhochschulen in Köln und Detmold bei Frank Martin, Bernd Alois Zimmermann, Giselher Klebe und Herbert Eimert. Von 1957 bis 1961 war er Stipendiat der Studienstiftung des deutschen Volkes. Danach erhielt er ein Jahresstipendium der Stadt Köln und Studienaufenthalte in der Villa Massimo in Rom und der Cité Internationale des Arts Paris. Er wirkte im Auftrag des Goethe-Instituts in Asien und unterrichtete an der Rheinischen Musikschule in Köln und bei den Darmstädter Ferienkursen für Neue Musik. Von 1978 bis 2001 war er Professor für Komposition und Musiktheorie an der Staatlichen Hochschule für Musik und Darstellende Kunst Heidelberg-Mannheim. 2014 erhielt er den Johann-Wenzel-Stamitz-Preis der Künstlergilde Esslingen.
Er komponierte musikdramatische, orchestrale, kammermusikalische, kirchenmusikalische, vokale und elektronische Werke und verfasste musiktheoretische Schriften. Daneben wirkte er auch als Pianist und Dirigent. Kurzzeitig war er Mitglied der Gruppe 8 Köln. Er war Gründungsmitglied des Harmonik-Zentrums Deutschland.

## Werke
- Seliger Kontrapunkt für Streicher, 1952/88
- Sonate in G für Klavier, 1954/2005
- Scherzo für Orchester über ein deutsches Volkslied 1956/91
- 1. Streichquartett, 1957
- Exkursion für Orchester, 1958/71
- Interstellar für vier Orchestergruppen, 1959
- Spuren für beliebige Stimmen/Instrumente, 1959/70
- Alambic, Semaine musicale für Dirigent(en) und bel. Instrumente, 1964/72
- Transfer für großes Orchester, 1965/68
- Variete für gr. Orchester, 1965/69
- Ereignisse Elektronische Musik, Hommage à Edgar Varèse, 1966/68
- Landschaft für gr. Orchester, 1966/71
- Entelechie für Stimmen und Orchester nach Texten von Rainer Maria Rilke, 1972
- Problems and Solutions für Streicher, 1973/74
- Genug ist nicht genug! Fünf Gedichte von Conrad Ferdinand Meyer für gemischten Chor, 1973/74
- Junctim 2. Streichquartett, 1974/75
- Ambiente für Orchester, 1974/76
- Eichendorff oder „Die Freier“, Musiktheater nach einem Lustspiel und Gedichten von Joseph von Eichendorff, 1974/92
- Echec für einen oder mehrere Pianisten, 1975
- Serenata Palatina für Orchester, 1975/82
- Klangsonden, Radiofonisches Pan-Akustikum, 1976
- The Sleeping Beauty für Cello solo nach La belle au bois dormant von Charles Perrault, 1976/77
- Zwei Gesänge für gemischten Chor nach Texten von Nikolaus Lenau und Johann Wolfgang von Goethe, 1976/89
- Miró Musik zu drei Bildern von Joan Miró für Flöte und Klavier, 1976/2005
- Kashima Kikio (Die Reise zum Kashima-Schrein) nach einer Erzählung von Matsuo Bashō für Alt oder Bariton und Streicher, 1977
- Arie (Eichendorff: „Waldmädchen“) für Koloratursopran und Orchester, 1977/80
- Drei Choräle für vier Posaunen, 1979
- Bach Dances für Orchester nach einer Episode aus „Reise in der Zeit“, 1979/2000
- Ballett (Eichendorff: „Frühlingsdämmerung“) für Orchester mit Sprecherin ad. lib, 1980/87
- Neue Welt für gemischten Chor mit Instrumenten ad lib.(nach Friedrich Hölderlin), 1983
- Orchesterstück Recherche, 1983/85
- Die schöne Lau oder „Wie man (wieder) das Lachen lernt“, Märchen in Musik nach Motiven von Eduard Mörike, 1984/86
- Alborada (Eichendorff: „Morgenlied“) für Sopran und Orchester, 1987
- De Profundis für Vokalensemble oder gemischten Chor, 1993
- Die Juden, Kammeroper nach Gotthold Ephraim Lessing, 1994/95
- Sanctus für Frauenchor oder gemischten Chor, 2 Instr. ad lib. und Klavier, 1995
- Dans le Silence, Poème de Rêva Rémy für Sprecher(in), Vokalensemble ad lib. und 10 Instrumente, 1996
- Die Herrlichkeit Gottes, Sinfonische Kantate nach Texten des Alten und Neuen Testaments für Tenor oder Baritonsolo, gemischten Chor und Orchester, 1997/2000
- Prolog zu Dichtung und Wahrheit (Goethe: „Wanderers Sturmlied“ und „Meine Göttin“) für einen Sprecher, Tenor und kleines Orchester, 1997/2003
- Neue Menschen, Kammeroper nach Texten von Else Lasker-Schüler, Gerhart Hauptmann und Peter Hille, 2001-03 rev. 2007 und 2013
- Weimarer Walzer für sinfonisches Blasorchester, 2004
- Das Vaterunser für Sopransolo, gemischten Chor und Orgel, 2004
- Aus „Lebensglut“ Herta Sökefeld für Sopran, Bariton und Klavier (2005)
- Passus est et resurrexit für gemischten Chor, große Orgel und Orchester, 2005
- Fanfare im Gedenken an Gustav Mahler für Trompete und Klavier (2006)
- Das Feuer Gottes Oratorium für drei Solostimmen (Sopran, Alt, Bass), gemischten Chor, große Orgel und Orchester nach Texten des Alten und Neuen Testaments (2002–2009)
- Evolution für Streichquintett oder Streichorchester (2006-12)
- Quintett „Die Lebensinsel“ nach einem Bild von Arnold Böcklin für fünf Bläser (2009/10)
- Dichtung und Wahrheit Musikdramatische Episoden nach Texten von Goethe, Schiller, Wieland, Lenz und anderen (1997–2013)

## Publikationen
- Ein harmonikaler Zugang zur Musiktheorie, Köln-Rodenkirchen, Tonger, 2000, ISBN 3-920950-16-X
- Gegenstimme. Zur Situation ‚Neuer Musik‘ um 2000, Wilhelmshaven, Noetzel, 2008, ISBN 978-3-7959-0896-6
- Musik überlebt. Teil I – aus den Tagebüchern 1956–1981, Darmstadt, Synergia 2012
- Chromatische und andere Freiheiten in Das Neue Mannheimer Mozartbuch, Wilhelmshaven, Noetzel, 2010, ISBN 3-7959-0916-3
- Musik überlebt. Teil II 1981-1989 Roßdorf, Synergia 2014